# Adalberto Arturo Rosat
Adalberto Arturo Rosat OFM (* 22. Januar 1934 in Cles in Trentino-Südtirol; † 31. Januar 2015 in Casa Guadalupe, Bolivien) war Prälat von Aiquile.

## Leben
Adalberto Arturo Rosat trat der Ordensgemeinschaft der Franziskaner bei und empfing am 13. Juli 1958 die Priesterweihe. 1959 kam er als Missionar an die Basilika Virgen de Copacabana in Copacabana, der bedeutendsten katholischen Wallfahrtsstätte in Bolivien. Als Fidei donum-Missionar engagierte er sich für den Priesternachwuchs. Adalberto Arturo Rosat setzte sich intensiv mit den Ureinwohnern auseinander, insbesondere den indigenen Sprachvarietäten wie Quechua. Er entwickelte ein Wörterbuch Quechua / Kastilisch.
Papst Johannes Paul II. ernannte ihn am 22. November 1986 zum Prälaten von Aiquile. Der Apostolische Nuntius in Bolivien, Erzbischof Santos Abril y Castelló, spendete ihm am 1. Februar des nächsten Jahres die Bischofsweihe; Mitkonsekratoren waren Gennaro Maria Prata Vuolo SDB, Erzbischof von Cochabamba, und Jacinto Eccher OFM, emeritierter Prälat von Aiquile. Sein bischöfliches Motto war En el nombre de Cristo Jesús, nuestra esperanza (Im Namen Jesu Christi. Unsere Hoffnung).
Am 25. März 2009 nahm Papst Benedikt XVI. sein altersbedingtes Rücktrittsgesuch an.